# Paratrachelas validus
Espèce
Synonymes
- Trachelas validus Simon, 1884

Paratrachelas validus est une espèce d'araignées aranéomorphes de la famille des Trachelidae.

## Distribution
Cette espèce se rencontre en Espagne, au Portugal et en Italie.

## Description
Les mâles mesurent de 2,79 à 4,68 mm et les femelles de 4,52 à 4,89 mm.

## Publication originale
- Simon, 1884 : Arachnides observés à Miranda de Ebro au mois d'août 1883. Anales de la Sociedad Española de Historia Natural, vol. 13, p. 113-126 (texte intégral).